# VRB H 2/3
Die H 2/3 sind Zahnraddampflokomotiven der Rigi-Bahnen (RB). Aufgrund des Anstieges des Verkehrsbedarfs wurden sie 1913 bis 1925 von der damaligen Vitznau-Rigi-Bahn (VRB) beschafft.

## Technik
Weil grössere Schwankungen beim Wasserstand im Kessel ein grosses Problem darstellten, beschaffte man in der Anfangsphase der VRB Lokomotiven mit Stehkessel. Weil aber liegende normale Kessel besser zu reinigen sind, bekamen die neuen Loks solche. Allerdings baute man aufgrund der Probleme mit den Wasserschwankungen den Kessel und den Aufbau geneigt, so dass er auf Gefällestrecken horizontal liegt.

## Betrieb
Nach dem Zweiten Weltkrieg wurden sie oft für Plandiensteinsätze benutzt, wenn die elektrischen Triebwagen den Verkehr nicht bewältigen konnten. Nach einer Aufarbeitung zwischen 1969 und 1971 sind die verbliebenen zwei Lokomotiven 16 und 17 zwischen Juli und September an den Wochenenden regelmässig mit Nostalgiezügen unterwegs.